# Galatz
Galil sniper (Galatz, ивр. גליל צלפים‎) — израильская снайперская винтовка, разработанная компанией IMI на основе конструкции автомата Галиль.

## Описание
Технически представляет собой самозарядную винтовку и использует газоотводную автоматику. Основные переделки включают в себя:
- спусковой механизм с предупреждением и невозможностью вести огонь очередями;
- тяжёлый ствол, выполненный по жёстким допускам и оснащённый цилиндрическим пламегасителем. Возможна также установка глушителя.

Приклад выполнен из дерева, может складываться и регулируется по длине при помощи накладок. Упор под щеку регулируется по высоте. Оптический прицел фиксированного увеличения 6Х установлен на быстросъёмном креплении, фиксируемом на левой стороне ствольной коробки (по типу СВД), при этом прицел смещён влево от продольной оси оружия, открытые прицельные приспособления сохранены.
Для стрельбы из винтовки применяются винтовочные патроны 7,62×51 мм НАТО. С точки зрения тактики, Galatz ближе к таким образцам «оружия поддержки», как немецкая G3-SG1, в отличие от «чисто снайперских» образцов, типа американских M24, M40 или немецких Mauser 66 и 86.

## На вооружении
- Грузия[1]
- Израиль — производится фирмой IMI, принята на вооружение ЦАХАЛ и полиции Израиля.
- Украина — под наименованием «Форт-301» производилась НПО «Форт»[2]. 23 декабря 2009 года Кабинет министров Украины принял постановление о принятии на вооружение Службы безопасности Украины, Управления государственной охраны, государственной пограничной службы и Службы внешней разведки Украины винтовки «Форт-301». Также с 2015 года винтовки «Форт-301» состоят на вооружении полка «Азов»[3]. В 2021 году винтовки «Форт-301» исключены из перечня продукции НПО "Форт"[4]
- Монголия — используется бойцами сил специальных операций[5].